# لوس گاتوس (باند)
لوس گاتوس (به اسپانیایی: Los Gatos به معنی "گربه‌ها") یک گروه راک آرژانتینی از اواخر دههٔ ۱۹۶۰ بودند. این گروه در پی تأسیس گروه لوس گاتوس سالواخس (به اسپانیایی: Los Gatos Salvajes به معنی "گربه‌های وحشی") به وجود آمد و با آن گروه دو عضو مشترک داشت. گربه‌ها بعدها یکی از سه عنصر اصلی راک اسپانیایی در آرژانتین شدند. این موفقیت غیرمنتظره در پی انتشار تک‌آهنگ "La balsa"، به کمک تانگوئیتو، در سال ۱۹۶۷ به دست آمد که از نخستین ترانه‌های پرمخاطب در راک آرژانتینی بود و کمک شایانی به عامه‌پسند شدن موسیقی راک در کشورهای اسپانیایی زبان آمریکای جنوبی کرد.

## تاریخچه
پیش از تأسیس این گروه، گروه موسیقی دیگری با نام Los Gatos Salvajes وجود داشت که دو نفر از اعضای آن در سال ۱۹۶۷ با دیگر اعضای حاضر گروه Los Gatos را ساختند. آنها برای اثبات خود دو تک‌آهنگ با نام‌های "Ayer Nomás" و "La Balsa"را ساختند که تبدیل به یک رکورد پیش بینی نشده گشت و در مقیاسی بزرگ در آرژانتین نشر یافت و زمستان ۶۷، فروشی بیش از ۲۰۰۰۰۰ نسخه یافت. سال بعد آنها در توری اطراف مخروط جنوبی شرکت کردند و آلبوم‌های راک جدیدی را ساخته و منتشر کردند.

## اعضا

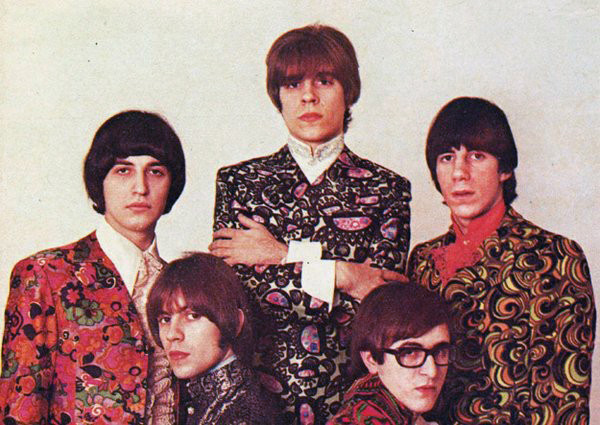
اعضای واپسین دوره

### دوره نخست (۱۹۶۷–۱۹۶۸)
- باخو: آلفردو توث
- کیبورد الکترونیک: سیرو فخلیاتا
- گیتار: کای گالیفی
- کانتو و آرمونیکا: لیتو نبیا
- باتریا: اسکار مورو

### دوره دوم (۱۹۶۹–۱۹۷۰)
- باخو: آلفردو توث
- کیبورد الکترونیک: سیرو فخلیاتا
- گیتار: نوربرتو آنیبال ناپولیتانو
- کانتو و آرمونیکا: لیتو نبیا
- باتریا: اسکار مورو

### دوره سوم (۱۹۷۱)
- کیبورد الکترونیک: سیرو فخلیاتا
- گیتار: آلفردو توث
- باخو و کانتو: لیتو نبیا
- باتریا: اسکار مورو

### دوره بازگشت (۲۰۰۷)
- باخو: آلفردو توث
- کیبورد الکترونیک: سیرو فخلیاتا
- گیتار: کای گالیفی
- کانتو و آرمونیکا: لیتو نبیا
- دعوت‌شدگان:
  - باتریا: رادولف گارسیا و دانیل کولومبرس

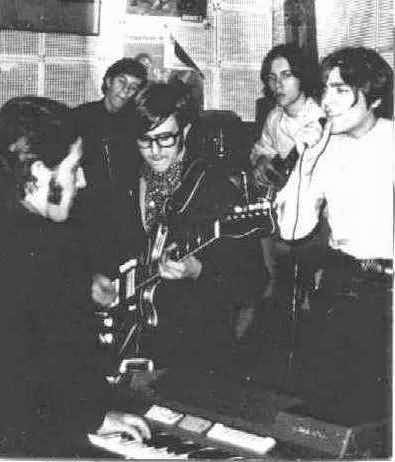
1967
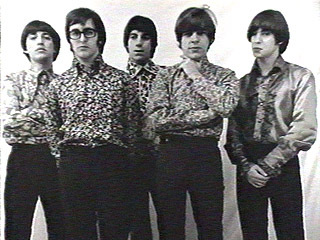
1967
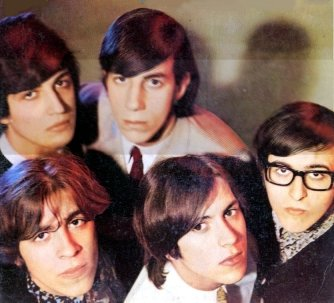
1967
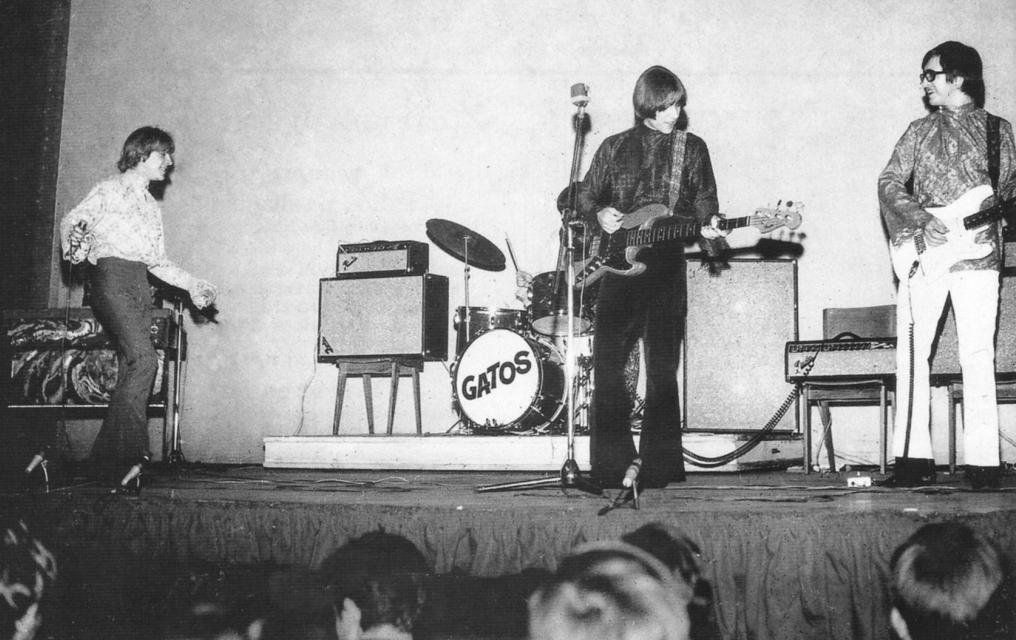
1968
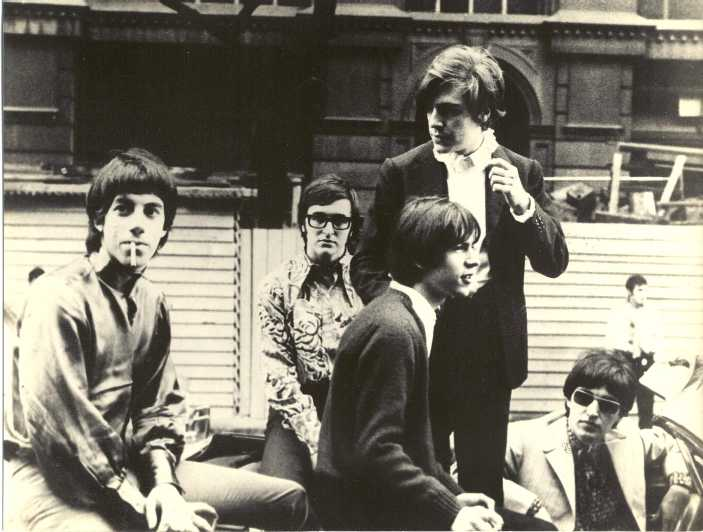
1968

## دیسکوگرافی

### آلبوم استودیویی
- Los Gatos (۱۹۶۷)
- Los Gatos (۱۹۶۸)
- Seremos amigos (۱۹۶۸)
- Beat N° ۱ (۱۹۶۹)
- Rock de la mujer perdida (۱۹۷۰)

### آلبوم زنده
- Inédito: ¡En vivo! (۱۹۸۷)
- Reunión 2007 en vivo (۲۰۰۷)

### تک‌آهنگ‌ها
- "La balsa" / "Ayer nomás" (1967)
- "Ya no quiero soñar" / "El rey lloró" (۱۹۶۷)
- "El vagabundo" / "Ayer nomás" (1968)
- "La mujer sin nombre" / "Las vacaciones" (1968)
- "No hay tiempo que perder" / "Un día de fiesta" (1968)
- "Seremos amigos" / "La chica del paraguas" (1968)
- "Viento, dile a la lluvia" / "Déjame buscar felicidad" (1968)
- "Sueña y corre" / "Soy de cualquier lugar" (1969)
- "Rock de la mujer perdida" / "Escapando de mí" (۱۹۷۰)
- "Mamá rock" / "Campo para tres" (1971)